# Gauchin-Verloingt
Gauchin-Verloingt é uma comuna francesa na região administrativa de Altos da França, no departamento de Pas-de-Calais. Estende-se por uma área de 5,92 km². Em 2010 a comuna tinha 872 habitantes (densidade: 147,3 hab./km²).